# Wes Craven
Wesley Earl "Wes" Craven (Cleveland, Ohio, 2. kolovoza 1939. – Los Angeles, Kalifornija, 30. kolovoza 2015.) bio je američki filmski producent, redatelj, scenarist i glumac.
Poznat je po svojim horor filmovima kao što su Strava u Ulici brijestova, Vrisak, Brda imaju oči, Posljednja kuća nalijevo i mnogi drugi.

## Privatni život
Craven iz prvog braka s Bonnie Broecker ima dvoje djece, Jonathana Cravena (rođen 1965.) i Jessicu Craven (rođena 1968.).

## Knjige
Godine 1999. objavio je knjigu Fountain Society, a 2014. objavljen mu je prvi dio crtane serije Coming of Rage koju je radio zajedno sa Steveom Nilesom.

## Izabrana filmografija
- Posljednja kuća nalijevo (The Last House on the Left, 1972.)
- Brda imaju oči (The Hills Have Eyes, 1977.)
- Biće iz močvare (Swamp Thing, 1982.)
- Brda imaju oči 2 (The Hills Have Eyes Part II, 1984.)
- Strava u Ulici brijestova (A Nightmare on Elm Street, 1984.)
- Kobni prijatelj (Deadly Friend, 1986.)
- Zmija i duga (The Serpent and the Rainbow, 1988.)
- Shocker (1989.)
- Ljudi ispod stuba ( The People Under the Stairs, 1991.)
- Nova noćna mora Wesa Cravena (Wes Craven's New Nightmare, 1994.)
- Vampir u Brooklynu (Vampire in Brooklyn, 1995.)
- Vrisak (Scream, 1996.)
- Vrisak 2 (Scream 2, 1997.)
- Glazba mog srca ( Music of the Heart, 1999.)
- Vrisak 3 (Scream 3, 2000.)
- Prokleti (Cursed, 2005.)
- Noćni let (Red Eye, 2005.)
- Uzmi moju dušu (My Soul to Take, 2010.)
- Vrisak 4 (Scream 4, 2011.)

## Vanjske poveznice

### Sestrinski projekti
|  | Zajednički poslužitelj ima još gradiva o temi Wes Craven |

### Mrežna sjedišta
- Wes Craven u internetskoj bazi filmova IMDb-u (engl.)
- Wes Craven na rottentomatoes.com
- Wes Craven  Arhivirana inačica izvorne stranice od 30. svibnja 2012. (Wayback Machine) na Filmski.net